# These Two Windows
These Two Windows é o álbum de estreia do cantor americano Alec Benjamin. Foi lançado em 29 de maio de 2020 através da gravadora Atlantic. O projeto foi gravado entre 2019 e 2020, sendo produzido por Alex Hope, Charlie Handsome, Hoskins, Johan Lenox, John Cunningham, Nathan Fertig, Russell Chell, Sir Nolan e Take a Daytrip.

## Lista de faixas
Adaptadas do Apple Music.
| N.º            | Título                    | Compositor(es)                                                                                 | Produtor(es)             | Duração |  |
| 1.             | "Mind Is a Prison"        | Alec Benjamin Alex Hope                                                                        | Alex Hope                | 2:42    |  |
| 2.             | "Demons"                  | Benjamin Ryan Vojtesak Jonathan Hoskins                                                        | Charlie Handsome Hoskins | 2:42    |  |
| 3.             | "Oh My God"               | Benjamin Julie Frost Nolan Lambroza                                                            | Sir Nolan Johan Lenox    | 3:07    |  |
| 4.             | "The Book of You & I"     | Benjamin Hope                                                                                  | Hope                     | 3:27    |  |
| 5.             | "Match in the Rain"       | Benjamin Scott Friedman Hope                                                                   | Hope                     | 2:39    |  |
| 6.             | "Jesus in LA"             | Benjamin Martin Terefe                                                                         | John Cunningham          | 2:51    |  |
| 7.             | "I'm Not a Cynic"         | Benjamin Hope                                                                                  | Hope                     | 2:16    |  |
| 8.             | "Alamo"                   | Benjamin Friedman Lambroza Nathan Fertig Russell Chell Simon Rosen David Biral Denzel Baptiste | Sir Nolan Simon Says     | 2:25    |  |
| 9.             | "Must Have Been the Wind" | Benjamin Hope                                                                                  | Hope                     | 2:57    |  |
| 10.            | "Just Like You"           | Benjamin John Cunningham                                                                       | Cunningham               | 2:50    |  |
| Duração total: | Duração total:            | Duração total:                                                                                 | Duração total:           | 27:53   |  |

| Faixa bônus da edição japonesa |                  |                     |                       |         |  |
| N.º                            | Título           | Compositor(es)      | Produtor(es)          | Duração |  |
| 11.                            | "Six Feet Apart" | Benjamin Dan Wilson | Benjamin Nathan Fatig | 2:54    |  |
| Duração total:                 | Duração total:   | Duração total:      | Duração total:        | 30:55   |  |

## Desempenho comercial
No UK Albums Chart, These Two Windows estreou na 52ª posição com 1.677 unidades de vendas, marcando a primeira entrada do Bejamin nessa parada.

## Desempenho nas tabelas musicas
| Tabela musical (2020)           | Melhor posição |
| ------------------------------- | -------------- |
| Bélgica (Ultratop de Flandres)  | 101            |
| Países Baixos (MegaCharts)      | 42             |
| Lituânia (AGATA)                | 80             |
| Estados Unidos (Billboard 200)  | 75             |
| Escócia (Scottish Albums Chart) | 15             |
| Suíça (Schweizer Hitparade)     | 75             |
| Reino Unido (UK Albums Chart)   | 52             |